# 紫禁城の黄昏
『紫禁城の黄昏』（しきんじょうのたそがれ、Twilight in the Forbidden City）は、イギリスの中国学者で清朝最後の皇帝溥儀の家庭教師を務めたレジナルド・ジョンストンの著書。

## 概要
1934年3月にヴィクター・ゴランツ社から出版された。本書はジョンストンより溥儀へ捧げられている。1898年の戊戌の変法から、1931年の満洲事変までが言及されている、当時の清や中華民国、溥儀皇帝周辺の情勢を記した第一級史料である。
第二次世界大戦後の1946年5月に開廷された極東国際軍事裁判では、弁護側より資料として提出されたが、理由を明確にされないまま検察側により却下され、裁判資料とはされなかった。

## 書誌情報

### 原著
- F. Johnston, Reginald (March 1934). Twilight in the Forbidden City. Victor Gollancz Ltd.. pp. 486 pp
- Fleming Johnston, Reginald (September 1995). Twilight in the Forbidden City (Hardcover ed.). Amereon House. pp. 542 pp. ISBN 0848813901
- Fleming Johnston, Reginald (March 2008). Twilight in the Forbidden City ((Illustrated and revised 4th Edition) Paperback ed.). Soul Care Publishing. pp. 488 pp. ISBN 978-0968045954

### 日本語訳
- 『禁苑の黎明』荒木武行訳、大樹社書房、1934年7月。
- 『禁城の熹光　満洲国皇帝陛下御生立記』関東玄洋社出版部訳、関東玄洋社出版部、1935年1月。
- 『紫禁城の黄昏』入江曜子・春名徹訳、岩波書店〈岩波文庫〉、1989年2月。ISBN 4-00-334481-2。（抄訳版。第1章〜第10章、第16章、序章の一部を省略）
- 『完訳　紫禁城の黄昏 上』中山理訳、渡部昇一監修、祥伝社、2005年3月。ISBN 4-396-65032-9。
- 『完訳　紫禁城の黄昏 下』中山理訳、渡部昇一監修、祥伝社、2005年3月。ISBN 4-396-65033-7。
  - 完訳版、全26章と注釈。版元のキャッチコピーでは「戦前のシナと満洲、日本の関係を知る第一級資料の完全訳。『東京裁判』と『岩波文庫』が封殺した歴史の真実を明らかにするために岩波文庫版未収録章を含む原著全26章を完全収録した完訳版を発行した」と紹介している。
  - 『完訳　紫禁城の黄昏 上』中山理訳、渡部昇一監修、祥伝社〈祥伝社黄金文庫〉、2008年10月。ISBN 978-4-396-31468-2。
  - 『完訳　紫禁城の黄昏 下』中山理訳、渡部昇一監修、祥伝社〈祥伝社黄金文庫〉、2008年10月。ISBN 978-4-396-31469-9。
- 『新訳　紫禁城の黄昏』岩倉光輝訳、本の風景社、2007年2月。ISBN 4-939154-04-1。完訳版、全26章と注釈

## 岩波文庫版への批判
岩波文庫版は、原書の全26章中、第1章から第10章・第16章と序章の一部（全分量の約半分）が省かれている。訳者あとがきでは、「主観的な色彩の強い前史的部分である第一～十章と第十六章『王政復古派の希望と夢』を省き、また序章の一部を省略した」とのみ述べている。岩波版で省略された章には、当時の中国人が共和制を望んでおらず清朝を認めていたこと、満州が清朝の故郷であること、紫禁城を追われイギリス公使館とオランダ公使館から庇護を拒否された皇帝（溥儀）が日本公使館を頼り日本がやむなく助けたこと、皇帝が満州国皇帝になるのは自然なこと、などの内容が書かれている。
祥伝社版の監修者の渡部は、岩波版について以下のように批判している。
「この文庫本は、原書の第一章から第十章までと、第十六章を全部省略しているのだ。その理由として訳者たちは「主観的な色彩の強い前史的部分」だからだという。この部分のどこが主観的というのか。清朝を建国したのが満洲族であることの、どこが主観的なのか。第十六章は満洲人の王朝の皇帝が、父祖の地にもどる可能性について、当時どのような報道や、記録があったかの第一級資料である。日本政府が全く関与しないうちに、それは大陸での大問題であった。溥儀がジョンストンと日本公使館に逃げ込んできた時の芳沢公使の当惑、その後も日本政府がいかに溥儀にかかわることを嫌ったか、その側にいたジョンストンの記述ほど信用なるものはない。また岩波文庫では、序章の一部を虫が喰ったように省略している。そこを原本に当たってみると、それは溥儀に忠実だった清朝の人の名前が出てくるところである。つまり岩波文庫訳は、中華人民共和国の国益、あるいは建て前に反しないようにという配慮から、重要部分を勝手に削除した非良心的な刊本であり、岩波文庫の名誉を害するものであると言ってよい」
また、渡部は、岩波版の誤訳も指摘している。
「訳者（入江曜子・春名徹）の略歴は記されていないので不明であるが、思想的には東京裁判史観の人らしいし、英語力にも問題がある。一例だけ挙げておく。

I need hardly say that the last persons in the world to whom the emperor would have appealed for sanctuary were Chiang Kai-shek and Chang Hsueh-liang;

（岩波訳：皇帝が誰かに庇護を求めるとすれば、世界中で最後に頼る人物が蒋介石と張学良であることは、あらためていうまでもない）

この岩波文庫訳では意味がちょうど反対になってしまっている。つまりthe last（最後の）という単語の意味が理解されていない。He is the last person to do such thing（彼はそんなことをやる最後の人だ＝そんなことは絶対にしない人だ）というのは旧制高校向けの入試参考書にも出てくる例文である。しかし、誤訳は誰にでもあることだから、それ自体は大したことではないだろう。しかし溥儀が、蒋介石と張学良を世界中で最後に頼る人物だと考えていたと訳するのは、このジョンストンの本の内容がまるで解っていなかったということになる。
原文は
「皇帝が庇護を求める場合、誰に頼るとしても、世界中でこの人たちだけには絶対頼りたくないのが蒋介石と張学良だった」
という内容である。

こんなことはジョンストンの記述をそこまで読んでくれば当然に解るはずなのだ。訳者たちが正反対に誤訳したのが単なる語学力の欠如なら許せるが、読者を誘導する意図があったとしたら―歴史の削除のやり方からみて、その可能性がないとは限らない―許せない犯罪的行為であろう」
また渡部は、岩波文庫版が「主観的な色彩の強い」として原著の重要部分を省いたことは、原作者に対する著作者人格権の侵害にあたるとする批判見解も出している。

## 初版と第4刷
岩波文庫版は、国会図書館の蔵本の1934年12月の第四刷を底本としたものであるが、訳者の入江曜子らは、「第四刷への序文が加えられた他は、少数の誤植（主として中国音の表記法についての）を含めて初刷（同年三月）との異同はない模様である」としている。
岩倉光輝訳の本の風景社版では、1934年12月に発行された第4刷は、(1)扇の写真の差替え、(2)康有為の亡命先に関する記述、(3)馮玉祥に監禁された曹錕に関する記述、(4)梁啓超の言葉に対して「私はその提言に従って本書を執筆した」という一文の挿入など、初版に修正が加えられている、と記述されている。

## 関連作品
溥儀の生涯を描いた映画『ラストエンペラー』（1987年公開）でも文献が登場する。著者ジョンストンは、ピーター・オトゥールが演じた。